# Naturschutzgebiet Domkebachtal
Das Naturschutzgebiet Domkebachtal mit einer Größe von 5,9 ha lag südwestlich von Holzen im Stadtgebiet von Arnsberg im Hochsauerlandkreis. Es wurde 1998 mit dem Landschaftsplan Arnsberg durch den Hochsauerlandkreis als Naturschutzgebiet (NSG) ausgewiesen. Das NSG war Teil des 2633 ha großen FFH-Gebietes und des 2637 ha großen Vogelschutzgebietes Luerwald und Bieberbach. Seit 2021 gehört die Fläche des NSG zum Naturschutzgebiet Luerwald.

## Gebietsbeschreibung
Bei dem NSG handelt es sich um das Tal des Domkebachs und angrenzende Erlen und Eschen.

## Schutzzweck
Das NSG soll das Bachtal des Domkebachs mit Arteninventar schützen. Wie bei allen Naturschutzgebieten in Deutschland wurde in der Schutzausweisung darauf hingewiesen, dass das Gebiet „wegen der Seltenheit, besonderen Eigenart und Schönheit des Gebietes“ zum Naturschutzgebiet erklärt wurde.